# Le vacanze del signor Rossi
Le vacanze del signor Rossi è un film d'animazione del 1978 diretto da Bruno Bozzetto ed è il terzo ed ultimo lungometraggio del signor Rossi.
Il film viene distribuito in Italia il 15 marzo 1981.

## Trama
Le avventure del signor Rossi e del suo cane Gastone, in occasione delle ferie. Rossi, dopo un anno di lavoro, è alla ricerca di un po' di pace che purtroppo non riesce a trovare. Trova invece ogni sorta di contrattempi che lo costringono, suo malgrado, a lasciare il luogo che si era scelto passando da un campeggio al mare ad una fattoria in campagna, dal lago alla montagna, senza trovare mai il meritato riposo. Alla fine, provato dalle mille disavventure che via via si susseguono, arranca verso la città, con la prospettiva di riposarsi in ufficio, per i prossimi undici mesi.